# 度辽将军
度辽将军是西漢漢昭帝元鳳三年（前78年）設置的将军名號，當年漢昭帝派遣范明友渡過遼水進攻烏桓，並任命其為度遼將軍。漢宣帝時一度廢除。
東漢漢明帝永平八年（65年），漢朝為阻止南匈奴與北匈奴勾結，於五原郡設置度遼營，並任命吳棠為行度遼將軍事。漢安帝永初元年（116年），度辽将军成為常設官職，品秩為二千石。東漢末年，一度設置左度遼將軍和右度遼將軍。此將軍稱號沿用至曹魏和北齊。